# Килтир
Килтир (фр. Cultures) насеље је и општина у јужној Француској у региону Лангдок-Русијон, у департману Лозер која припада префектури Манд.
По подацима из 2011. године у општини је живело 136 становника, а густина насељености је износила 34,34 становника/km². Општина се простире на површини од 3,96 km². Налази се на средњој надморској висини од 730 метара (максималној 1.000 m, а минималној 650 m).

## Демографија
| 1962. | 1968. | 1975. | 1982. | 1990. | 1999. | 2011. |
| ----- | ----- | ----- | ----- | ----- | ----- | ----- |
| 83    | 69    | 70    | 79    | 105   | 107   | 136   |

График промене броја становника у току последњих година